# Alberta Watson
Faith Susan Alberta Watson (* 6. März 1955 in Toronto, Ontario; † 21. März 2015 ebenda) war eine kanadische Schauspielerin.

## Leben
Alberta Watsons Vater hieß Albert. Ihre Mutter Grace war Alleinerzieherin und arbeitete in einer Fabrik. Watson hatte vier Halbgeschwister, die teilweise bei ihren Großeltern aufwuchsen. Sie verließ die Schule mit 15 Jahren, spielte als Teenager bei der Theatergruppe FOG und danach in Fernsehwerbungen. Ein Jahr lang lebte sie in einer Kommune auf einem Bauernhof. Unter dem Namen Susan Watson verkörperte sie ihre ersten Rollen in Filmen. Als sie 19 Jahre alt war, starb ihre Mutter an Lymphknotenkrebs.
1978, im Alter von 23 Jahren, spielte Watson in dem Film In Praise of Older Women mit und nannte sich nun Alberta und nicht mehr Susan. 1981, mit 26 Jahren, siedelte sie in die Vereinigten Staaten nach New York über, wo sie zeitweise bei Gene Lasko Schauspielunterricht nahm. Sie arbeitete in Los Angeles und New York für Fernsehproduktionen und in Filmen, etwa in Die unheimliche Macht (1983) mit Jürgen Prochnow, in Spanking the Monkey (1994) mit Jeremy Davies und in Hackers – Im Netz des FBI (1995) mit Angelina Jolie. 1996 trennte sich Watson nach siebenjähriger Ehe von ihrem Mann und kehrte alleine nach Toronto zurück.
Watson wurde durch ihre Rolle als Madeline in der dramatischen Agentenserie Nikita (1997–2001) bekannt. Außerdem war sie in der vierten Staffel der Actionserie 24 mit Kiefer Sutherland in der Rolle der CTU-Chefin Erin Driscoll zu sehen. Sie spielte in zahlreichen Filmen mit, wie Das süße Jenseits von Regisseur Atom Egoyan und An ihrer Seite (2005) mit Julie Christie. Zuletzt wirkte sie in den ersten beiden Staffeln der Nikita-Neuverfilmung von 2010 in der sie ab 2011 als Senatorin Madeline Pierce zu sehen war.
1998, am Ende der zweiten Staffel von Nikita, erkrankte Watson an einem Non-Hodgkin-Lymphom. Watson lebte bis zu ihrem Tod in Toronto und verbrachte auch Zeit in ihrem Haus auf dem Land mit ihrem langjährigen Freund. Sie starb im März 2015, kurz nach ihrem 60. Geburtstag, im Kensington Hospice in Toronto an den Folgen ihrer langjährigen Krebserkrankung.

## Filmografie (Auswahl)
- 1978: Power Play
- 1978: Lust auf Liebe (In Praise of Older Women)
- 1979: Stone Cold Dead
- 1980: Passengers (Fernsehfilm)
- 1980: Overkill – Durch die Hölle zur Ewigkeit (Fukkatsu no hi)
- 1981: Schmutzige Tricks (Dirty Tricks)
- 1982: Räche dich, wenn du überlebst (Best Revenge)
- 1982: Der Söldner (The Soldier)
- 1983: I Am a Hotel (Fernsehfilm)
- 1983: Die unheimliche Macht (The Keep)
- 1984: Polizeirevier Hill Street (Hill Street Blues, Fernsehserie, Folge 5x08)
- 1984: Der Hitchhiker (The Hitchhiker, Fernsehserie, Folge 2x02)
- 1985: Murder in Space (Fernsehfilm)
- 1985, 1989: Der Equalizer (The Equalizer, Fernsehserie, Folge 1x08, 4x18, verschiedene Rollen)
- 1985: Kane & Abel (Miniserie)
- 1987, 1989: Die Waffen des Gesetzes (Street Legal, Fernsehserie, Folgen 1x06, 4x02, verschiedene Rollen)
- 1986: Hell Zone – Im Vorhof der Hölle (Women of Valor, Fernsehfilm)
- 1987: Das Auge des Killers (White of the Eye)
- 1987: Buck James (Fernsehserie, 19 Folgen)
- 1989: Red Earth, White Earth (Fernsehfilm)
- 1989: Shannon – Sein schwerster Fall (Shannon’s Deal, Fernsehfilm)
- 1990: Dr. Kulani – Arzt auf Hawaii (Island Son, Fernsehserie, Folge 1x18)
- 1990: Verhängnis auf Bestellung (Destiny to Order)
- 1991: Chuck Norris – Hitman (The Hitman)
- 1991, 1992: Law & Order (Fernsehserie, Folgen 2x11, 3x01, verschiedene Rollen)
- 1992: Zebrahead
- 1993: Relentless: Mind of a Killer (Fernsehfilm)
- 1994: Spanking the Monkey
- 1994: Das Komplott der Mörder (Jonathan Stone: Threat of Innocence, Fernsehfilm)
- 1995: Outer Limits – Die unbekannte Dimension (The Outer Limits, Fernsehserie, Folge 1x19)
- 1995: Hackers – Im Netz des FBI (Hackers)
- 1995: Entführt und vergraben (A Child Is Missing, Fernsehfilm)
- 1996: Brennender Zweifel (Seeds of Doubt)
- 1996: Der Untergang der Cosa Nostra (Gotti)
- 1996: Schuster (Shoemaker)
- 1996: Süßer Engel Tod (Sweet Angel Mine)
- 1996: Giant Mine (Fernsehfilm)
- 1997: Das süße Jenseits (The Sweet Hereafter)
- 1997–2001: Nikita (La Femme Nikita, Fernsehserie, 89 Folgen)
- 1999: Das Mädchen gegenüber (The Girl Next Door, Fernsehfilm)
- 1999: The Life Before This
- 2000: Begierde (Desire)
- 2000: Deeply
- 2001: Hedwig and the Angry Inch
- 2001: After the Harvest (Fernsehfilm)
- 2001: Chasing Cain
- 2001: Tart – Jet Set Kids (Tart)
- 2001: The Art of Woo
- 2002: Chasing Cain: Face (Fernsehfilm)
- 2002: Schuldlos verurteilt (Guilt by Association, Fernsehfilm)
- 2002: The Wild Dogs
- 2003: Missing – Verzweifelt gesucht (Missing, Fernsehserie, Folge 1x01)
- 2003: Choice: The Henry Morgentaler Story (Fernsehfilm)
- 2003: The Risen (Fernsehfilm)
- 2004: The Newsroom (Fernsehserie, 4 Folgen)
- 2004: Der Prinz & ich (The Prince & Me)
- 2004: My Brother’s Keeper
- 2004: Irish Eyes
- 2004: Some Things That Stay
- 2004: Show Me Yours (Fernsehserie, 4 Folgen)
- 2004–2005: 24 (Fernsehserie, 13 Folgen)
- 2005: Murder in the Hamptons (Fernsehfilm)
- 2006: An ihrer Seite (Away From Her)
- 2006: Angela Henson – Das Auge des FBI (Angela’s Eyes, Fernsehserie, 6 Folgen)
- 2007: Die Regeln der Gewalt (The Lookout)
- 2008: The Border (Fernsehserie, 10 Folgen)
- 2008: Operation Marijuana (Growing Op)
- 2009: Helen
- 2010: Heartland – Paradies für Pferde (Heartland, Fernsehserie, Folge 4x05)
- 2011–2012: Nikita (Fernsehserie, 9 Folgen)

## Auszeichnungen
Nominierungen für Gemini Awards
- 1998: in der Fernsehserie Nikita als Madeline für die Folge Führungswechsel (New Regime) für die beste Leistung einer Schauspielerin in einer Nebenrolle in einer dramatischen Serie.
- 2001: für After the Harvest für die beste Leistung einer Schauspielerin in einer Hauptrolle in einem Drama oder einer Miniserie.
- 2003: für Chasing Cain: Face für die beste Leistung einer Schauspielerin in einer Hauptrolle in einem Drama oder einer Miniserie.
- 2005: für Choice: The Henry Morgentaler Story für die beste Leistung einer Schauspielerin in einer Nebenrolle in einem Drama oder einer Miniserie.

weitere Preise
- 1978: Nominierung für In Praise of Older Women für einen Genie Award als beste Nebendarstellerin.
- 1979: gewann sie für  Exposure den Preis als beste Schauspielerin beim Yorkton Filmfestival für Kurzfilme.
- 1997: gewann sie für Das süße Jenseits (The Sweet Hereafter) einen NBR Award für die beste schauspielerische Leistung eines Ensembles zusammen mit Ian Holm, Caerthan Banks, Sarah Polley, Tom McCamus, Gabrielle Rose, Maury Chaykin, Stephanie Morgenstern.
- 1997: Nominierung für Shoemaker für einen Genie Award als beste Schauspielerin in einer Hauptrolle.